# إبراهيما كونتي (لاعب كرة قدم)
إبراهيما كونتي (بالفرنسية: Ibrahima Sory Conte)‏ هو لاعب كرة قدم غيني في مركز الدفاع، ولد في 3 يونيو 1981 في كوناكري في غينيا. شارك مع منتخب غينيا لكرة القدم. أما مع النوادي، فقد لعب مع لوكيرين أوست فلانديرين ونادي تور ونادي روديز وهافيا كوناكري.

## وصلات خارجية
- إبراهيما كونتي (لاعب كرة قدم) على موقع قاعدة بيانات كرة القدم.إي يو (الإنجليزية)
- إبراهيما كونتي (لاعب كرة قدم) على موقع ناشيونال فوتبول تيمز (الإنجليزية)
- إبراهيما كونتي (لاعب كرة قدم) على موقع AS.com (الإسبانية)